# Chili aux Jeux olympiques de la jeunesse d'hiver de 2012
Le Chili a participé aux Jeux olympiques de la jeunesse d'hiver de 2012 à Innsbruck en Autriche du 13 au 22 janvier 2012. L'équipe chilienne était composée de 5 athlètes qui concouraient dans 3 sports. 

## Résultats

### Ski acrobatique

#### Skicross
Le Chili a qualifié un homme et une femme pour les épreuves de skicross. 
Homme
| Athlète                  | Épreuve          | Qualification | Qualification | Quart de finale | Demi-finale | Finale   |
| Athlète                  | Épreuve          | Temps         | Rang          | Rang            | Rang        | Rang     |
| ------------------------ | ---------------- | ------------- | ------------- | --------------- | ----------- | -------- |
| Juan Pablo Casas-Cordero | Ski cross hommes | 59 s 46       | 13            | Annulées        | Annulées    | Annulées |

Femme
| Athlète        | Épreuve          | Qualification | Qualification | Quart de finale | Demi-finale | Finale   |
| Athlète        | Épreuve          | Temps         | Rang          | Rang            | Rang        | Rang     |
| -------------- | ---------------- | ------------- | ------------- | --------------- | ----------- | -------- |
| Elisa Guerrero | Ski cross femmes | 1 min 03 s 82 | 11            | Annulées        | Annulées    | Annulées |

### Ski alpin
Le Chili a qualifié un homme et une femme en ski alpin. 
Homme
| Athlète              | Épreuve      | Finale        | Finale          | Finale          | Finale          |
| Athlète              | Épreuve      | Manche 1      | Manche 2        | Total           | Rang            |
| -------------------- | ------------ | ------------- | --------------- | --------------- | --------------- |
| Sebastian Echeverría | Slalom       | 43 s 52       | N'a pas terminé | N'a pas terminé | N'a pas terminé |
| Sebastian Echeverría | Slalom géant | 58 s 13       | N'a pas terminé | N'a pas terminé | N'a pas terminé |
| Sebastian Echeverría | Super-G      |               |                 | 1 min 07 s 59   | 21              |
| Sebastian Echeverría | Combiné      | 1 min 06 s 61 | 40 s 12         | 1 min 46 s 73   | 21              |

Femme
| Athlète             | Épreuve      | Finale           | Finale           | Finale           | Finale           |
| Athlète             | Épreuve      | Manche 1         | Manche 2         | Total            | Rang             |
| ------------------- | ------------ | ---------------- | ---------------- | ---------------- | ---------------- |
| Macarena Montesinos | Slalom       | N'a pas terminée | N'a pas terminée | N'a pas terminée | N'a pas terminée |
| Macarena Montesinos | Slalom géant | 1 min 03 s 7     | N'a pas terminée | N'a pas terminée | N'a pas terminée |

### Snowboard
Le Chili a qualifié un homme en snowboard.
Homme
| Athlète       | Épreuve           | Qualification | Qualification | Qualification | Demi-finale | Demi-finale | Demi-finale | Finale   | Finale   | Finale |
| Athlète       | Épreuve           | Manche 1      | Manche 2      | Rang          | Manche 1    | Manche 2    | Rang        | Manche 1 | Manche 2 | Rang   |
| ------------- | ----------------- | ------------- | ------------- | ------------- | ----------- | ----------- | ----------- | -------- | -------- | ------ |
| Andre Escobar | Slopestyle hommes | 43,75         | 66,75         | 8 Q           |             |             |             | 32,75    | 60,00    | 9      |